# Fear the Voices
Fear The Voices foi o último single lançado pela banda grunge estadunidense Alice in Chains com o vocalista Layne Staley. A canção está presente no box-set Music Bank, de 1999.
Fear the Voices é uma sobra das gravações do álbum Dirt, gravado em 1991. Em pleno contraste ao som mais obscuro de Dirt, muitos fãs consideram esta canção mais pendente para a época de começo das bandas de glam metal.

## Faixas
01. "Fear The Voices" (Cantrell/Staley/Starr) - 4:58

## Créditos

### Banda
- Layne Staley - vocal
- Jerry Cantrell - guitarra
- Mike Starr - baixo
- Sean Kinney - bateria

### Técnicos de Produção
- Alice in Chains - produtor
- Dave Jerden - produtor, mixagem
- Bryan Carlstrom - engenheiro de som
- Stephen Marcussen - masterização